# Jahwist

Nordreich Israel und Südreich Juda im 9. Jahrhundert v. Chr., nach biblischen Angaben. Dabei stehen die redaktionellen Veränderungen der Texte in Reaktion auf die politischen Konstellationen: der „Jahwist“ auf das vereinigte Königreich unter Salomo, der „Elohist“ auf den Kampf zwischen der JHWH- und Baals-Verehrung im Nordreich, das Deuteronomium auf die assyrische Bedrohung Judas und Jerusalems und die Priesterschrift auf das Babylonische Exil.

Mit dem Begriff Jahwist (abgekürzt: J) bezeichnet die historisch-kritische Bibelwissenschaft eine der vermuteten Quellenschriften, die in den fünf Büchern Mose, dem Pentateuch (hebräisch תּוֹרָה Tora), mit editionswissenschaftlicher Methode erschließbar seien.
Die Theorie vom „Jahwisten“ – er bekam diesen Namen, weil die ihm zugeordneten Textpassagen den Namen JHWH (יהוה, rekonstruierte Aussprache: „Jahwe“) für den Gott Abrahams, Isaaks und Jakobs schon vor der Offenbarung dieses Gottesnamens an Mose (Exodus 3,15 ) verwenden – entstand mit der historisch-kritischen Erforschung der Bibel im 18. Jahrhundert, verlor aber seit Mitte des 20. Jahrhunderts teilweise an Zustimmung in der alttestamentlichen Forschung.

## Forschungsgeschichte
Mit der Aufklärung begann in Europa auch die historisch-kritische Erforschung der Bibel. Seit dem 18. Jahrhundert wurde die Bibel nicht mehr nur in ihrer Funktion als geoffenbartes Wort Gottes rezipiert, sondern auch in ihrer Gestalt als historisch gewachsenes Buch wahrgenommen und untersucht. Die historische Kritik räumte ab dem 18. Jahrhundert mit der über Jahrhunderte geltenden Vorstellung auf, Mose sei der Autor des Pentateuch.
Den Anfang markieren die Beobachtungen des Hildesheimer Pfarrers Henning Bernhard Witter (1683–1715). Er bemerkte, dass im Pentateuch der Gottesname Jahwe mit dem Wort Elohim für „Gott“ wechselte und entdeckte in den ersten drei Kapiteln der Genesis eine Doppelüberlieferung. Die Erschaffung der Welt wird hier zweimal nacheinander, mit je unterschiedlichem Schwerpunkt und je unterschiedlichen Gottesbezeichnungen erzählt (einmal in Gen 1,1–2,4a  unter Verwendung der Gottesbezeichnung Elohim und ein zweites Mal in Gen 2,4b–3 ,Gen 24  unter Verwendung des Gottesnamens JHWH). Ebenso finden sich in der Genesis weitere Doppel- und Mehrfachüberlieferungen: etwa in der Sintfluterzählung (Gen 6-8 ), der Geschichte von der Gefährdung der Ahnfrau (Gen 12 ; Gen 20  und Gen 26 ) oder der Entstehung für das Heiligtum in Bet-El (Gen 12; Gen 28  und Gen 35 ). Die Beobachtungen Witters wurden lange Zeit nicht beachtet bzw. anerkannt.
Erst ähnliche Einsichten des Franzosen Jean Astruc, welcher der Leibarzt des französischen Königs Ludwig XV. war, stießen die kritische Forschung am Alten Testament an. Er entdeckte in den Mehrfachüberlieferungen innerhalb des Pentateuchs (vor allem der Genesis) zwei durchlaufende und zwei weitere kürzere, ehedem unabhängige Quellenschriften, die dem jetzigen Text zugrunde liegen. Diese Quellenschriften seien von Mose in vier Kolumnen (Astruc nennt diese Quellen A, B, C und D) zusammengestellt worden. Ein späterer, nachmosaischer Redaktor habe die vier Quellen ineinander gearbeitet.

### Ältere Urkundenhypothese
In Deutschland weitete Johann Gottfried Eichhorn die These Astrucs auf den Textkomplex Gen 1 – Ex 2 aus und schied die Quellen in einen vormosaischen Elohist (benannt nach der Verwendung des Gottestitels „Elohim“) und einen nachmosaischen Jehowist (benannt nach der Verwendung des Gottesnamens „JHWH“). Die Schreibung „Jehowist“ entspricht der damaligen Lesung des Gottesnamens JHWH, der bis ins 19. Jahrhundert irrtümlich als „Jehowa“ gelesen wurde. Karl David Ilgen baute die These Eichhorns weiter aus, indem er noch einen zweiten Elohisten annahm und daher insgesamt drei Quellen unterschied. Forschungsgeschichtlich wurde diese Theorie unter der Bezeichnung Ältere Urkundenhypothese (auch: Quellenhypothese) bekannt.

### Fragmentenhypothese
Im 19. Jahrhundert entwickelten sich Gegentheorien, die die Entstehung des Pentateuchs anders zu rekonstruieren versuchten. Die so genannte Fragmentenhypothese ging von zahlreichen, ehedem selbständigen Erzählkränzen (einzelnen Erzählungen zu je verschiedenen Themen wie Abraham, Schöpfung, Flut und weiteren) aus, die erst sukzessive zu einer Gesamterzählung zusammengearbeitet wurden. Vertreter dieser Hypothese waren der englische Pastor Alexander Geddes sowie der Deutsche Johann Severin Vater.

### Ergänzungshypothese

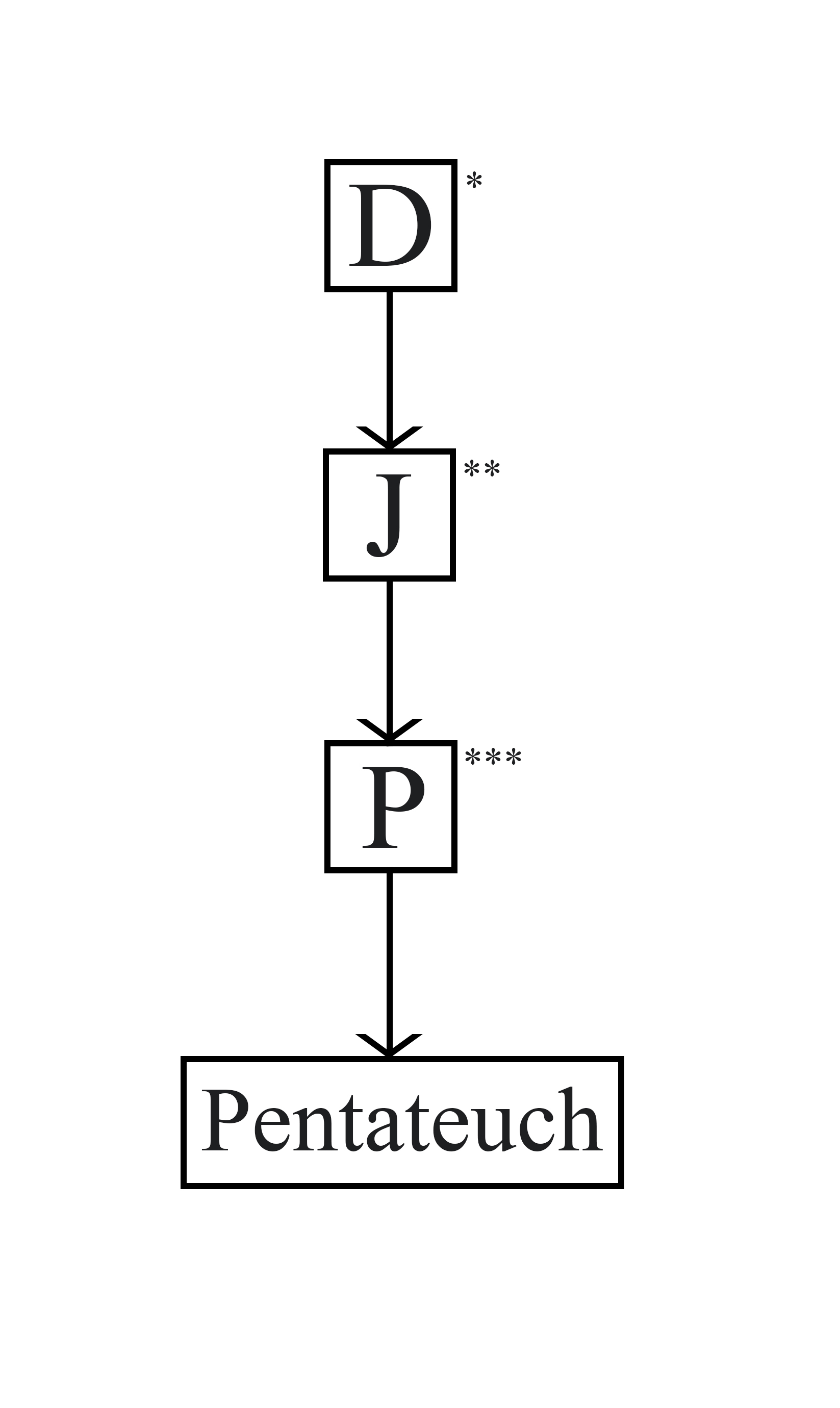
Die Ergänzungshypothese, auch: Grundschrifthypothese als Diagramm

Als eine Art Mischung aus Urkunden- und Fragmentenhypothese entwickelte sich die Ergänzungshypothese (auch: Grundschrifthypothese), deren wichtigster Vertreter Wilhelm Martin Leberecht de Wette ist. Nach seiner Rekonstruktion bestand die Genesis zunächst aus einer einzigen (elohistischen) Grundschrift oder Quelle, in die ein jehowistischer Redaktor nach und nach einzelne, sich im Umlauf befindliche Erzählkränze einarbeitete.

### Neuere Urkundenhypothese
Über viele Jahre bestimmend wurde die so genannte Neuere Urkundenhypothese, die im ausgehenden 19. Jahrhundert von den Alttestamentlern Karl Heinrich Graf, Abraham Kuenen und vor allem Julius Wellhausen (1878) entwickelt wurde.

Die Neuere Urkundenhypothese als Diagramm. J: Jahwist (10.–9. Jahrhundert v. Chr.)[1][2]
E: Elohist (9. Jahrhundert v. Chr.)
Dtr1: Früh (7. Jahrhundert v. Chr.) Deuteronomistische Geschichte;
Dtr2: Spät (6. Jahrhundert v. Chr.) Deuteronomistische Geschichte;
P*: Priester (6.–5. Jahrhundert v. Chr.)[2]
D†: Deuteronomisten
R: Redaktor
DH: Deuteronomistische Geschichte (Buch Josua, Buch der Richter, Buch Samuel, 1. Buch der Könige, 2. Buch der Könige)

In der sogenannten Neueren Urkundenhypothese, so von Julius Wellhausen, wird der gesamte Pentateuch vier Quellen zugeordnet:
- Der JHWH-Quelle, also dem Jahwisten (J), aus der Zeit um 950 v. Chr.
- Der Elohimquelle (E), aus der Zeit um 800 v. Chr.
- Dem Priesterkodex (P), aus der Exilszeit um 550 v. Chr.
- Dem (Ur-)Deuteronomium (D), aus dem 7. Jahrhundert v. Chr.

In die jahwistische Quellenschrift (J) arbeitete ein Redaktor (RJE) aus der Zeit unmittelbar nach dem Untergang des Nordreiches Israel im Jahre 722 v. Chr. die elohistische Quelle (E) ein und schuf so das „Jehowistische Geschichtswerk“ (JE). Dieses wurde dann in nachexilischer Zeit wiederum in die Priesterschrift eingearbeitet.
Martin Noth baute die These Wellhausens zu Beginn des 20. Jahrhunderts weiter aus und verhalf ihr durch seine „Überlieferungsgeschichtlichen Studien“ zu langjähriger Geltung und breiter Rezeption in der alttestamentlichen Forschung. Nach Noths Ansicht entstand die jahwistische Quellenschrift um 950 v. Chr. in Kreisen um den Jerusalemer Königshof. Sie erzählt die Geschichte Israels von der Erschaffung der Welt bis zur Auskundschaftung des verheißenen Landes (in den Büchern Genesis bis Numeri).

## Theologisches Profil und Stilmerkmale
Die Verwendung des Gottesnamens jhwh dient vor allem in der biblischen Urgeschichte (Gen 1-11) als Charakteristikum für die Abgrenzung der jahwistischen Texte. Im weiteren Pentateuch ist die Ausgrenzung der entsprechenden Texte schwieriger. Sie sind meist gekennzeichnet durch einen Erzählstil, während die Texte der Priesterschrift stärker durch einen „Berichtsstil“ dominiert werden. Inhaltlich ist für den Jahwisten besonders das Motiv des Segens und der Landverheißung an Israel wichtig, ebenso wie der Bezug des Segens auf die anderen Völker, für die Israel selbst zum Segen werden soll.
Da es in der aktuellen Forschung keinen Konsens über den Umfang und die Datierung derjenigen Texte gibt, die klassisch dem Jahwisten zugewiesen wurden, kann hier nur die klassische Charakterisierung des Jahwisten, wie sie die Neuere Urkundenhypothese herausgearbeitet hat, dargestellt werden.

## Neuere Forschung – Infragestellung der Quelle J
Seit Mitte der 1970er Jahre wird die Existenz einer jahwistischen Quellenschrift zunehmend bestritten (erstmals von Hans Heinrich Schmid). J kann nach Ansicht der neueren Forschung deshalb keine Quelle sein, da ihm bei genauerer Betrachtung die wesentlichen Merkmale einer Quelle fehlen.
So hat der Jahwist zwar einen Anfang in der Schöpfungserzählung, aber kein erkennbares Ende. Es zeigte sich, dass der Jahwist maßgeblich in den Büchern Genesis und Exodus zu finden ist (vgl. Tabelle unten), kaum noch im Buch Numeri und überhaupt nicht in Levitikus und Deuteronomium. Eine vermeintliche Quelle J hätte daher mit der Auskundschaftung des Landes und der Bileam-Erzählung geendet, was als Ende einer Erzählung nicht wirklich einleuchten möchte. Hinzu kommt, dass in der neueren Forschung die Vätergeschichten einerseits und die Exoduserzählung andererseits als zwei voneinander unabhängige, sich in Teilen sogar widersprechende Ursprungserzählungen Israels angesehen werden. Die literarische Brücke zwischen Genesis und Exodus hat aber nach Meinung zahlreicher Forscher erst der Autor der Priesterschrift geschaffen. Zudem fehlen dem Jahwisten ein deutlich wahrnehmbarer, durchlaufender Erzählfaden, eine einheitliche theologische Grundrichtung sowie einheitliches Vokabular. Aus diesen Gründen erfüllt J streng genommen nicht die Kriterien, die die neuere Forschung für den Nachweis einer Quellenschrift herausgearbeitet hat.
Daher geht die jüngere Forschung oft nur noch von einer wirklichen Quelle innerhalb des Pentateuch aus, der Priesterschrift. Der Begriff Quelle setzt hier die Vollständigkeit der Erzählung voraus. So habe allein die Priesterschrift einen von der Erschaffung der Welt bis zur Landnahme reichenden durchgehenden Erzählfaden. Sie zeichnet sich durch eine klar erkennbare theologische Linie und wiederkehrende Formulierungen aus. Alle anderen Texte – auch die, die zuvor dem Jahwisten zugewiesen wurden – werden zu älteren oder jüngeren Redaktionen gerechnet oder als ältere Einzeltraditionen angesehen, die keinen gesamten Geschichtsverlauf erzählen. Statt von einem Jahwisten sprechen diese neueren exegetischen Entwürfe – etwa von Reinhard Gregor Kratz, Erhard Blum, Eckart Otto, Erich Zenger, Jan Christian Gertz, Konrad Schmid, Markus Witte – von „vor-“ oder „nicht-priesterschriftlichen Texten“.
Ein Teil der alttestamentlichen Forschung hält am Begriff Jahwist fest. Zum einen der Münchener Alttestamentler Christoph Levin, der den Jahwisten für eine (antideuteronomisch geprägte) Redaktionsschicht hält, die verschiedene Erzählkränze (Schöpfung, Abraham, Bileam und weitere) sammelt, sie zusammenarbeitet und so einen einheitlichen Erzählstrang von Gen 1  bis Num 24 , das „jahwistische Geschichtswerk“, kreiert. Allerdings wird dieses im Gegensatz zur Einordnung durch die frühere Forschung eher spät datiert (im Umfeld des Babylonischen Exils). John van Seters geht einen anderen Weg und sieht im Jahwisten einen deuteronomisch geprägten, exilischen Historiker (ähnlich den griechischen Geschichtsschreibern Hesiod oder Herodot), der aus den umlaufenden Erzählungen Motive zusammenstellt und so seine Geschichte Israels schreibt. Die Priesterschrift ist für Van Seters hingegen eine Redaktionsschicht.

## Zentrale J-Texte
Zu den zentralen Texten, die klassisch dem Jahwisten zugewiesen wurden, gehören:
| Textkorpus                                                                          | Thema                                         | Bibelstelle                   |
| ----------------------------------------------------------------------------------- | --------------------------------------------- | ----------------------------- |
| Urgeschichte                                                                        | Schöpfung und Sündenfall                      | Gen 2,4b–3,24 *               |
| Urgeschichte                                                                        | Kain und Abel                                 | Gen 4 *                       |
| Urgeschichte                                                                        | Sintflut                                      | Gen 6,5–8,22 *                |
| Urgeschichte                                                                        | Noah                                          | Gen 9,18–26 *                 |
| Urgeschichte                                                                        | Völkertafel                                   | Gen 10,8–30 *                 |
| Urgeschichte                                                                        | Turmbau zu Babel                              | Gen 11,1–9 *                  |
| Vätergeschichte                                                                     | Abraham, Sara und Lot                         | Gen 12–13 *                   |
| Vätergeschichte                                                                     | Flucht Hagars                                 | Gen 16 *                      |
| Vätergeschichte                                                                     | Abraham, Lot und Sodom                        | Gen 18–19 *                   |
| Vätergeschichte                                                                     | Werbung Rebekkas als Frau für Isaak           | Gen 24 *                      |
| Vätergeschichte                                                                     | Geburt Esaus und Jakobs                       | Gen 25,21–34 *                |
| Vätergeschichte                                                                     | Jakobs Erschleichung des Erstgeburtssegens    | Gen 27 *                      |
| Vätergeschichte                                                                     | Gottesbegegnung in Bet-El                     | Gen 28,10–22 *                |
| Vätergeschichte                                                                     | Jakob, Laban und die Geburt der Kinder Jakobs | Gen 29–31 *                   |
| Vätergeschichte                                                                     | Jakob und Esau                                | Gen 32–33 *                   |
| Vätergeschichte                                                                     | Geburt Benjamins und Tod Rahels               | Gen 35 *                      |
| Vätergeschichte                                                                     | Josefsgeschichte                              | Gen 37 * und 39 – 50*         |
| Exodus, Wüste, Sinai                                                                | Unterdrückung Israels in Ägypten              | Ex 1 *                        |
| Exodus, Wüste, Sinai                                                                | Geburt des Mose, Flucht, Berufung             | Ex 2–5 *                      |
| Exodus, Wüste, Sinai                                                                | Sieben Plagen                                 | Ex 7:14–12:39,GerSch *        |
| Exodus, Wüste, Sinai                                                                | Schilfmeer                                    | Ex 13:17–14:31,GerSch *       |
| Exodus, Wüste, Sinai                                                                | Murrgeschichten                               | Ex 15:22–17:7,GerSch *        |
| Exodus, Wüste, Sinai                                                                | Gotteserscheinung                             | * (korrekte Textstelle fehlt) |
| Exodus, Wüste, Sinai                                                                | Goldenes Kalb                                 | Ex 32 *                       |
| Das verheißene Land                                                                 | Auskundschaftung des Landes                   | Num 13–14 *                   |
| Das verheißene Land                                                                 | Bileam                                        | Num 22–24 *                   |
| * innerhalb der genannten Stellen sind nicht alle Verse dem „Jahwisten“ zuzuweisen. |                                               |                               |

### Klassische Entwürfe
- Henning Bernhard Witter: Jura Israelitarum in Palaestinam terram Chananaeam, commentatione perpetua in Genesin demonstrata. Hildesheim 1711.
- Jean Astruc: Conjectures sur les mémoires originaux, dont il paroit que Moyse s’est servi pour composer le livre de la Genèse. Bruxelles 1753.
- Johann Gottfried Eichhorn: Einleitung in das Alte Testament. 3 Bände, Leipzig 1780–1783.
- Alexander Geddes: The Holy Bible or the books accounted sacred by Jews and Christians. London 1792.
- Karl David Ilgen: Die Urkunden des jerusalemischen Tempelarchivs in ihrer Urgestalt. Band 1: Die Urkunden des ersten Buchs von Moses in ihrer Urgestalt. Halle 1798.
- Wilhelm Martin Leberecht de Wette: Dissertatio critica. Jena 1805.
- Julius Wellhausen: Die Composition des Hexateuchs und der historischen Bücher des Alten Testaments. Berlin 1876.
- Julius Wellhausen: Prolegomena zur Geschichte Israels. Berlin 1878.
- Martin Noth: Überlieferungsgeschichtliche Studien. Teil 1: Die sammelnden und bearbeitenden Geschichtswerke im Alten Testament (Schriften der Königsberger Gelehrten Gesellschaft, Geisteswissenschaftliche Klasse 18,2). Niemeyer, Halle 1943.
- Martin Noth: Überlieferungsgeschichte des Pentateuch. Kohlhammer, Stuttgart 1948.

### Neuere Literatur
- Erhard Blum: Studien zur Komposition des Pentateuch (Beihefte zur Zeitschrift für die Alttestamentliche Wissenschaft 189). De Gruyter, Berlin / New York 1990.
- Thomas B. Dozeman, Konrad Schmid (Hrsg.): A Farewell to the Yahwist? The Composition of the Pentateuch in Recent European Interpretation (SBL.SS 34). Atlanta 2006, ISBN 978-1-58983-163-6
- Jan Christian Gertz, Konrad Schmid, Markus Witte (Hrsg.): Abschied vom Jahwisten: Die Komposition des Hexateuch in der jüngsten Diskussion (Beihefte zur Zeitschrift für die alttestamentliche Wissenschaft, 315). De Gruyter, Berlin / New York 2002, ISBN 3-11-017121-X
- Reinhard Gregor Kratz: Die Komposition der erzählenden Bücher des Alten Testaments. Vandenhoeck & Ruprecht, Göttingen 2000, ISBN 3-8252-2157-1
- Christoph Levin: Der Jahwist (FRLANT 157). Vandenhoeck & Ruprecht, Göttingen 1993, ISBN 3-525-53838-3
- Christoph Levin: Das Alte Testament. 2. Auflage. Beck, München 2003, ISBN 3-406-44760-0
- Christoph Levin: Jahwist. In: Michaela Bauks, Klaus Koenen, Stefan Alkier (Hrsg.): Das wissenschaftliche Bibellexikon im Internet (WiBiLex), Stuttgart, 2006 ff.
- Epke Herman Mueller: Das Entstehen und Werden des Jahvismus. Dissertationsschrift, Boston Graduate School, Boston University, Boston 1913
- Hans Heinrich Schmid: Der sogenannte Jahwist. Theologischer Verlag, Zürich 1976.
- John van Seters: Der Jahwist als Historiker (ThSt 134). Zürich 1987, ISBN 3-290-17134-5